# Raphaëlle Ricol
Pour les articles homonymes, voir Ricol.
Raphaëlle Ricol est une peintre française née en 1974 à Lyon, qui s'inscrit dans le cadre du mouvement sous-réaliste.

## Biographie
Raphaëlle Ricol est née sourde. Son père est l'expert-comptable et ancien commissaire général à l'investissement René Ricol.
Elle commence par fréquenter une école de graphisme (elle est diplômée de l’ESAG-Penninghen en 1999), puis fait de la photographie et peint en autodidacte à partir de 2001.
Ses sources d'inspiration sont multiples : la BD, les mangas, les dessins animés, l'art urbain, la peinture classique, sans oublier le monde qui l’entoure. Elle peint le plus souvent à l’acrylique en y mêlant le feutre, le marqueur ou la peinture à la bombe. Des objets — par exemple des figurines en plastique de jeux d'enfants — viennent parfois s’incorporer dans sa peinture ou sont collées des figurines à la surface de ses tableaux. Elle visse aussi parfois ses toiles les unes aux autres. Partie d'un univers réaliste, la peinture de Raphaëlle Ricol s'est progressivement orientée vers « un monde peuplé de créatures à la fois violentes et burlesques ».
Sélectionnée en 2010 par Fabrice Hergott, quelques-unes de ses toiles ont été présentées à l’exposition « Dynasty », au Palais de Tokyo.
Elle obtient le prix Jean-François Prat 2015.

## Commentaire
« Toute œuvre de Ricol tire son intensité expressive et son pouvoir de sidération de l'audace avec laquelle l'artiste met en présence des moyens plastiques antagonistes, des références ennemies, des affects opposés — voire deux toiles dont rien, à première vue, ne justifie la réunion. Cette violence s'exerce aussi bien sur un genre pictural anodin que sur des symboles religieux et politiques. Elle se saisit des imageries enfantines comme des imageries pornographiques. Elle met en pièces les grands principes et les références nobles. »

— Philippe Dagen

## Expositions (sélection)

### Expositions personnelles
- 2025 : « Vers ta terre », galerie Julio Gonzalez, Arcueil
- 2022 :
  - « Affranchi », galerie Patricia Dorfmann, Paris[5]
  - « Accalmie », A Cent Mètres du Centre du Monde, Perpignan
- 2019 : Art Paris, Solo Show, Grand Palais, Paris
- 2018 : « Drôle de vie », galerie Patricia Dorfmann, Paris
- 2016 : « Je t'Âme © », galerie Patricia Dorfmann, Paris
- 2015 : « Œuvres sur papier Vol.1 », galerie Patricia Dorfmann, Paris
- 2014 : Witzenhausen Gallery, Amsterdam
- 2013 : RLA, Paris
- 2010 : « Don’t cry for bees »[6], galerie Polad-Hardouin, Paris
- 2007 : Trafic galerie, Ivry-sur-Seine (catalogue)
- 2004 : « Humanovides », hôtel Guimard, Paris

### Expositions collectives
- 2013-2014 : 
  - « Extravaganza »[7], galerie Phantom Projects Contemporary[8], Marigny-le-Châtel
  - « À triple tour : collection Pinault »[9], Conciergerie, Paris
- 2013 : 
  - « Maryan - Ricol, La loi du cadre », centre d'art contemporain de l'abbaye d'Auberive
  - « Wonderful Days »[10], galerie Phantom Projects Contemporary, Marigny-le-Châtel
- 2012 : « The Eerie show! »[11], galerie Phantom Projects Contemporary, Paris
- 2011 : « Lady Paranoia and Mr. Killer, acte II », galerie Polad-Hardouin,Paris[12]
- 2010 : 
  - « Dynasty », Musée d’art moderne de la Ville de Paris et Palais de Tokyo
  - « Collection 3. Peinture et dessin dans la collection Claudine et Jean-Marc Salomon »
- 2009 : « J'écris ton nom liberté »[13], Trafic galerie, Paris